# Turdina de Borneo
La turdina de Borneo (Ptilocichla leucogrammica) és un ocell de la família dels pel·lorneids (Pellorneidae).

## Hàbitat i distribució
Habita els boscos de plana de Borneo.